# The Wake of Magellan
Albums de Savatage
Dead Winter Dead
(1995) Poets and Madmen
(2001)
Singles
The Wake of Magellan est le 10e album studio du groupe Savatage sorti en 1998.

## Titre
Toutes les pistes par Jon Oliva & Paul O'Neill, sauf indication.
1. "The Ocean" – 1:33 –
2. "Welcome" – 2:11 –
3. "Turns to Me" – 6:01 – (J.Oliva, P.O'Neill, A.Pitrelli)
4. "Morning Sun" – 5:49 – (J.Oliva, P.O'Neill, C.Caffery)
5. "Another Way" – 4:35 – (J.Oliva, P.O'Neill, A.Pitrelli)
6. "Blackjack Guillotine" – 4:33 –
7. "Paragons of Innocence" – 5:33 –
8. "Complaint in the System (Veronica Guerin)" – 2:37 –
9. "Underture" – 3:52 –
10. "The Wake of Magellan" – 6:10 – (J.Oliva, P.O'Neill, C.Caffery, J-L.Middleton)
11. "Anymore" – 5:16 –
12. "The Storm" – 3:45 – (J.Oliva, P.O'Neill, A.Pitrelli)
13. "The Hourglass" – 8:05 – (J.Oliva, P.O'Neill, A.Pitrelli)

### US Bonus Tracks
1. "Somewhere in Time/Alone You Breathe" – 4:37–
2. "Sleep" – 4:16 – (J.Oliva, C.Oliva, P.O'Neill)
3. "Stay" – 2:48 – (J.Oliva, C.Oliva, P.O'Neill)

### 2002 Réédition
1. "This Is Where You Should Be" – 4:55 – (J.Oliva)
2. "Desiree (Acoustic Piano Version)" - 3:53

## Formation
- Zachary Stevens - chants
- Jon Oliva – chants ("Another Way" et "Paragons of Innocence"), claviers
- Chris Caffery – guitares
- Al Pitrelli - guitares
- Johnny Lee Middleton – basse
- Jeff Plate – batterie